# High Alpha Research Vehicle F-18
F-18 HAVR (англ. High Angle-of-Attack (Alpha) Research Vehicle) — дослідницький винищувач NASA. Модифікація винищувача F-18 «Хорнет». Програма була спрямована на вивчення поведінки винищувача на великих кутах атаки, від 65 до 70 градусів. Програма тривала з квітня 1987 року до 1996. У цей час припинено.